# Santos Reyes Pápalo
Santos Reyes Pápalo là một đô thị thuộc bang Oaxaca, México. Năm 2005, dân số của đô thị này là 2647 người.